# Flachbandkabel

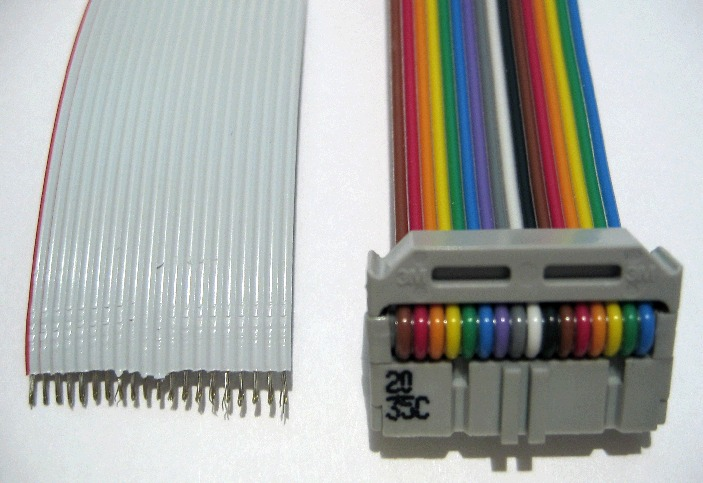
Flachbandkabel PVC grau mit roter Randmarkierung und farbcodiert mit IDC-Pfostenverbinder und Zugentlastung

Ein Flachbandkabel ist ein mehradriges Kabel, in dem die Adern nicht kreisförmig gebündelt in einem runden Isolierschlauch angeordnet, sondern parallel nebeneinander geführt sind. Es wird vorrangig zum Verbinden von vielpoligen Signalleitungen in elektronischen Baugruppen und Computern verwendet.
Mehradrige Flachbandkabel haben den Vorteil, dass sehr viele Adern mit wenig Aufwand durch die Schneidklemmtechnik mit einem Pfostensteckverbinder, einem Lötadapter oder einem anderen Steckverbinder (z. B. D-Sub-Steckverbinder) verbunden werden können, statt sie einzeln abisolieren und danach verlöten zu müssen. Auch das Übersprechen von Signalen ist im Flachbandkabel geringer als im Rundkabel und kann durch die Anordnung der Signale und das Verwenden von Masseleitungen zwischen kritischen Signalen besser kontrolliert werden.

## Aufbau

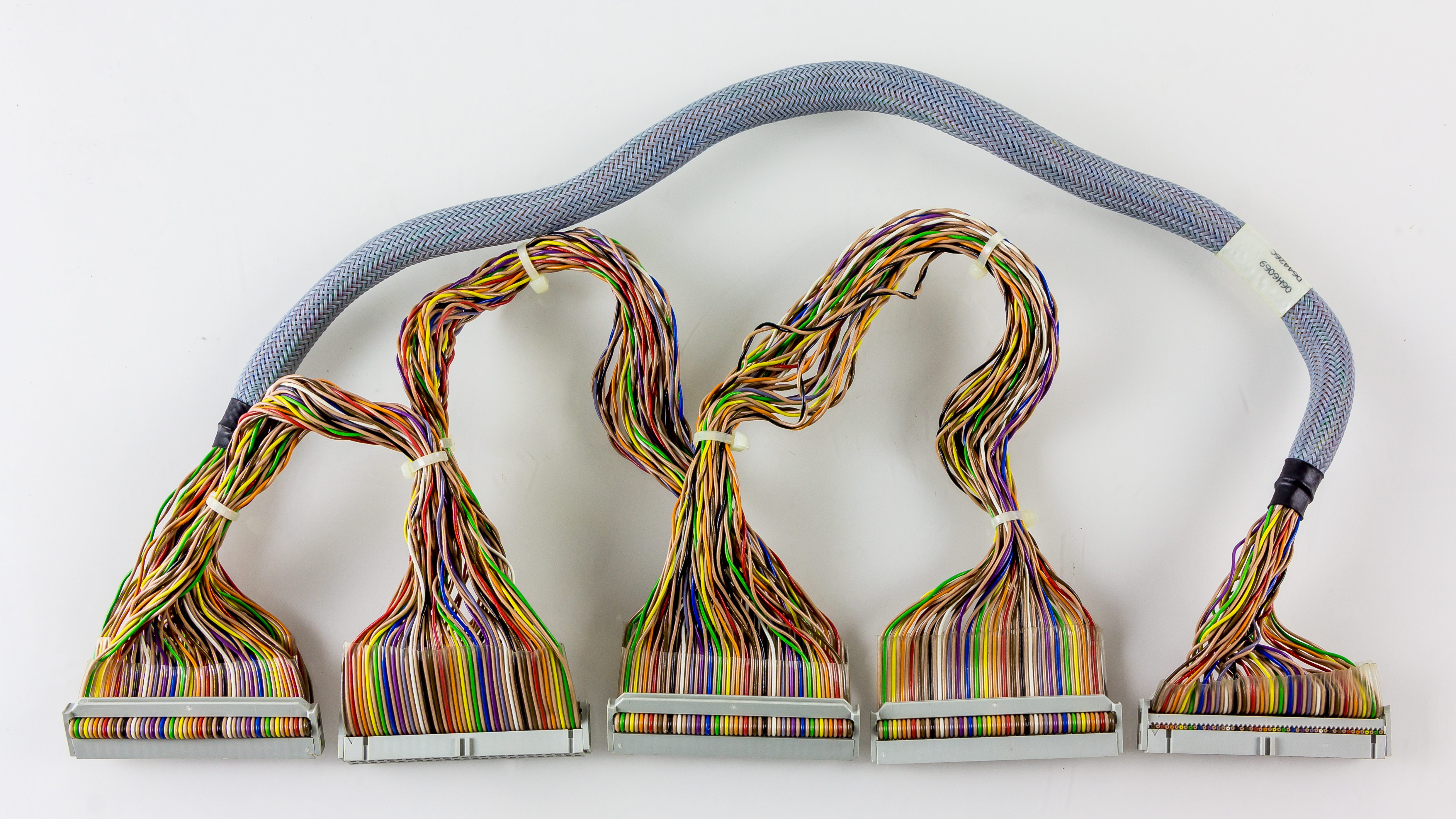
50-poliges Flachbandkabel als Rundkabel für fünf SCSI-Geräte

Meistens wird ein hellgraues PVC-Material verwendet, wobei ein roter oder schwarzer Rand den ersten Leiter kennzeichnet. Es gibt aber auch farbcodiertes Flachbandkabel, bei dem benachbarte Adern zehn unterschiedliche Farben nach DIN IEC 62 haben. Bei größeren Flachbandkabeln wiederholen sich die Farben nach entsprechender Adernanzahl.
Der Abstand der Adern kann 0,5 mm bis 2,54 mm betragen. Das am häufigsten verwendete Rastermaß ist 1,27 mm (0,05" = 50 mil), da damit eine einfache Verbindung mit doppelreihigen Pfostenverbindern für 2,54 mm-Stiftleisten möglich ist. Flachbandkabel können auch mit einer Abschirmung, meistens einer darumgewickelten Aluminium- oder Kupferfolie, versehen sein.
Flachbandkabel sind nicht mit der zweiadrig und mit definierten Leitungswellenwiderstand ausgeführten Flachbandleitung zu verwechseln, welche beispielsweise als Antennenkabel im Bereich der Hochfrequenztechnik eingesetzt wird.
Aus aerodynamischen Gründen wurden im PC-Bereich Flachbandkabel seit den 2000er Jahren teilweise durch Rundkabel ersetzt, da Flachbandkabel den Luftstrom im Gehäuse viel stärker beeinträchtigen als Rundkabel.

## Sonderformen

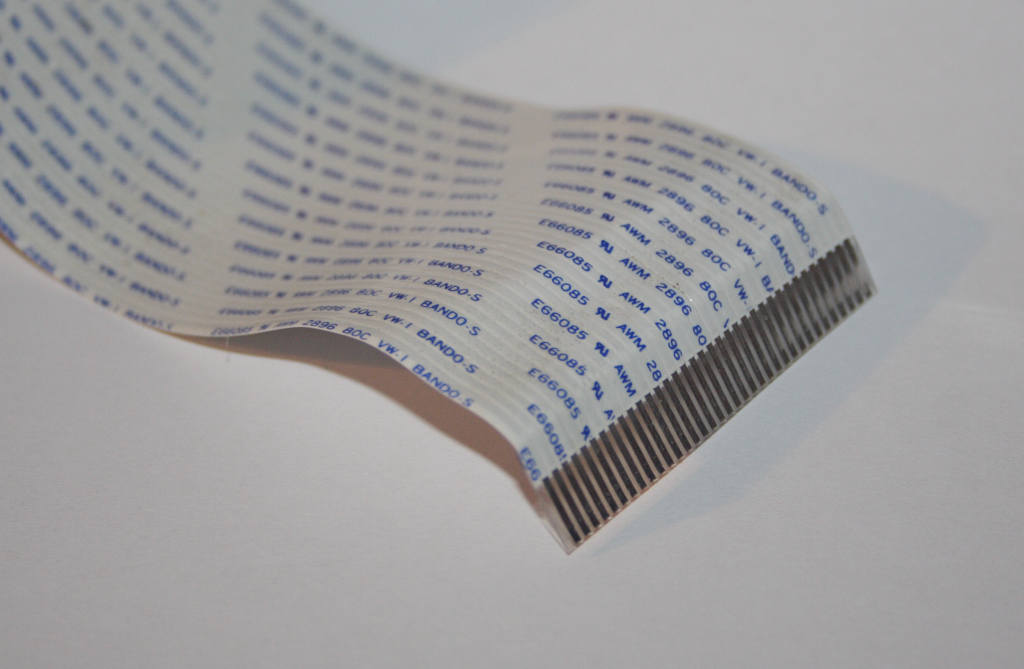
Flat-Flex-Kabel

Eine Sonderform ist das Flachrundkabel, bei dem das Flachbandkabel zusammengerollt in einer runden Hülle verlegt ist, manchmal auch mit Abschirmung. Zum Verbinden lassen sich die abgesetzten Enden abrollen und auf Pfostenverbinder quetschen.
Flachbandkabel werden auch als Twisted-Pair-Kabel gefertigt, wobei nur die Enden wie normales Flachbandkabel geformt sind, während dazwischen jeweils zwei Leitungen miteinander verdrillt sind.
Das Folienkabel (auch Flat-Flex-Kabel) ist eine Bauform, die keine Litze verwendet, sondern auf Polyester aufgebrachte Metallbahnen, deren Enden direkt auf dafür bestimmte Steckverbinder aufgesteckt werden können. International ist diese Bauform auch unter dem Namen Flexible Flat Cable oder FFC bekannt.
Das FPC-Kabel (Flexible Printed-Circuit) ist eine Sonderform einer flexiblen Leiterplatte.